# День эсперанто
День эсперанто, который отмечается ежегодно 26 июля, является важным событием для сторонников этого искусственного языка. Эсперанто был создан в конце XIX века польским врачом Людвигом Заменгофом с целью содействия международному общению и взаимопониманию между народами. Этот язык был задуман как нейтральный, легко изучаемый язык, который сможет объединить людей вне зависимости от их родного языка.
К празднованию Дня эсперанто приурочены различные мероприятия по всему миру. Это могут быть конференции, митинги, семинары и культурные обмены, посвященные распространению языка и обсуждению вопросов, связанных с многоязычием и культурным разнообразием. Эсперанто не только служит средством коммуникации, но и способствует созданию международных связей, обмену идеями и культурными ценностями.
В этот день сторонники эсперанто собираются, чтобы поделиться своими историями изучения языка, пообщаться с единомышленниками и изучить новые аспекты эсперанто как средства общения и культурного обмена. Участники мероприятий часто организуют и выступления, где поются песни на эсперанто, проводятся лекции о языке и его истории, а также обсуждаются актуальные социальные и культурные вопросы.
День эсперанто напоминает о важности языкового многообразия и необходимости создания условий для межкультурного диалога в глобализированном мире.